# トロピカリア2
『トロピカリア2』（Tropicália 2）は、ブラジルのミュージシャン、カエターノ・ヴェローゾとジルベルト・ジルが1993年に連名で発表したスタジオ・アルバム。

## 解説
ブラジルの文化運動「トロピカリア」の25周年を記念して録音された。「僕らの仲間 (Nossa Gente)」は、サルヴァドール・ダ・バイーアを拠点とする文化運動団体オロドゥンがヒットさせたことで知られる曲のカヴァー。「明日まで待って」はジミ・ヘンドリックス・エクスペリエンスがアルバム『アクシス:ボールド・アズ・ラヴ』（1967年）で発表した曲のカヴァーで、本作ではブラジリアン・パーカッションが多用されたアレンジとなっている。「伝統 (Tradição)」は、ジルベルト・ジルがソロ・アルバム『ヘアルシ』で発表した曲の再演。
日本では、1993年12月21日にWEAミュージックから解説及び対訳の付属した直輸入盤として発売された。また、エレクトラ/ノンサッチから発売されたアメリカ盤CDは、オリジナル盤と曲順が異なり、ジャケットもタイポグラフィと2人の顔写真を組み合わせたデザインに変更された。
Alvaro Nederはオールミュージックにおいて5点満点中4点を付け、「詩的にも音楽的にも良質のエンターテインメントを表現し、とりわけ最良の瞬間においては良質の芸術でもある」と評している。

## 収録曲
1. ハイチ - "Haiti" - 4:19
  - 作詞：カエターノ・ヴェローゾ／作曲：ジルベルト・ジル、カエターノ・ヴェローゾ
2. シネマ・ノーヴォ - "Cinema Novo" - 4:14
  - 作詞：カエターノ・ヴェローゾ／作曲：ジルベルト・ジル
3. 僕らの仲間 - "Nossa Gente" - 2:53
  - 作詞・作曲：ホッキ・カルヴァーリョ
4. ラップ・ポップクリート - "Rap Popcreto" - 1:58
  - 作詞・作曲：カエターノ・ヴェローゾ
5. 明日まで待って - "Wait Until Tomorrow" - 3:25
  - 作詞・作曲：ジミ・ヘンドリックス
6. 伝統 - "Tradição" - 5:54
  - 作詞・作曲：ジルベルト・ジル
7. アス・コイザス - "As Coisas" - 2:39
  - 作詞：アルナルド・アントゥニス／作曲：ジルベルト・ジル
8. 牛飼いの歌 - "Aboio" - 1:32
  - 作詞・作曲：カエターノ・ヴェローゾ
9. ダダ - "Dada" - 3:00
  - 作詞：ジルベルト・ジル／作曲：カエターノ・ヴェローゾ
10. 帰るべき場所 - "Cada Macaco No Seu Galho" - 3:21
  - 作詞・作曲：Riachão
11. 果てなきバイアォン - "Baião Atemporal" - 3:40
  - 作詞・作曲：ジルベルト・ジル
12. サンバがサンバであった時から - "Desde Que O Samba É Samba" - 5:11
  - 作詞・作曲：カエターノ・ヴェローゾ

### アメリカ盤CD
1. "Haiti"
2. "Cinema Novo"
3. "Tradição"
4. "As Coisas"
5. "Aboio"
6. "Dada"
7. "Cada Macaco No Seu Galho"
8. "Baião Atemporal"
9. "Nossa Gente"
10. "Rap Popcreto"
11. "Wait Until Tomorrow"
12. "Desde Que O Samba É Samba"